# Robert Treuhaft
Robert Edward "Bob" Treuhaft (8 août 1912 - 11 novembre 2001) est un avocat américain et le deuxième mari de Jessica Mitford .

## Jeunesse
Robert Treuhaft est né le 8 août 1912 à New York. Il est le fils d'immigrants hongrois . Il est diplômé de l'Université Harvard en 1934 et obtient son LL. B. diplôme de la Faculté de droit de Harvard en 1937 .

## Carrière
Treuhaft travaille pour un syndicat et milite à la gauche radicale pendant une grande partie de sa vie. Du début au milieu des années 1940 jusqu'en 1958, Mitford et lui sont membres du Parti communiste américain, quittant le parti après les révélations de Khrouchtchev sur l'ère stalinienne .
Treuhaft est admis au Barreau de Californie en 1944, et en 1945, il débute au cabinet d'avocats Grossman, Sawyer, & Edises d'Oakland, en Californie et en 1963 fonde sa propre société basée à Oakland, Treuhaft, Walker et Bernstein, où Hillary Clinton travaille comme stagiaire d'été en 1971 . En 1963, il fournit à Mitford des informations générales et juridiques qui sont importantes pour l'ouvrage le plus vendu de Mitford sur l'industrie funéraire, qu'il a également co-écrit officieusement, The American Way of Death .
En 1964, Treuhaft représente plus de 700 étudiants du Free Speech Movement arrêtés lors d'un sit-in de deux jours à l'Université de Californie à Berkeley. Lui et son cabinet représentent également des manifestants anti-guerre du Vietnam, le Black Panther Party, le Student Nonviolent Coordinating Committee (SNCC), le Congress of Racial Equality (CORE) .
Avant sa mort, Treuhaft précise que toutes les donations commémoratives seraient envoyées au projet «Envoyer un piano à La Havane», qui a été lancé par son fils Benjamin Treuhaft, que le département d'État avait empêché d'emmener un piano sur l'île sous embargo .
Treuhaft est décédé le 11 novembre 2001.